# Comportament parental
Comportamentul parental sau  competența parentală este reprezentată de către ansamblul abilităților fizice, intelectuale și emoționale ale adulților cu privire la modul în care interacționează cu copiii lor minori. Nivelul de competență parentală influențează dezvoltarea abilitățile prosociale ale copilului de-a lungul stadiilor de dezvoltare și maturizare prin care acesta trece. Pentru o dezvoltare armonioasă copilul are nevoie de supraveghere, ghidare și disciplină. În situația în care aceste nevoi de supraveghere, ghidare și disciplină nu îi sunt asigurate de părinți, copiii își găsesc persoane semnificative pentru ei în grupul de prieteni.
În cadrul relațiilor de familie copilul învață primele abilități de socializare care vor fi dezvoltate ulterior in grupul de prieteni și în societate. Rolurile parentale se dezvoltă o dată cu apariția copiilor în familie. La baza exercitării acestor roluri parentale stau comportamentele și abilitățile părinților de a satisface în mod consistent nevoile de bază ale copiilor – siguranță, îngrijire, control și disciplină, dezvoltare cognitivă, afectivă și comportamentală. Copiii dezvoltă legături de atașament față de cei care îi îngrijesc zilnic și care de regulă sunt părinții lor. Atunci când nu există o coerență și o consistență a acestor reguli, când rolurile din familie nu sunt clar stabilite, când nu sunt clarificate limitele dintre aceste roluri familiale și nici un sistem valid de recompense și sancțiuni pot apărea problemele emoționale și de comportament ale copiilor.